# Dolovo (Dobrinj)
Pour les articles homonymes, voir Dolovo.
Dolovo est une localité de Croatie située sur l'île de Krk et dans la municipalité de Dobrinj, comitat de Primorje-Gorski Kotar. En 2001, la localité ne comptait aucun habitant.

## Démographie
| 1948 | 1953 | 1961 | 1971 | 1981 | 1991 | 2001 |
| ---- | ---- | ---- | ---- | ---- | ---- | ---- |
| 9    | 5    | 6    | 4    | 0    | 0    | 0    |